# Privilégio masculino

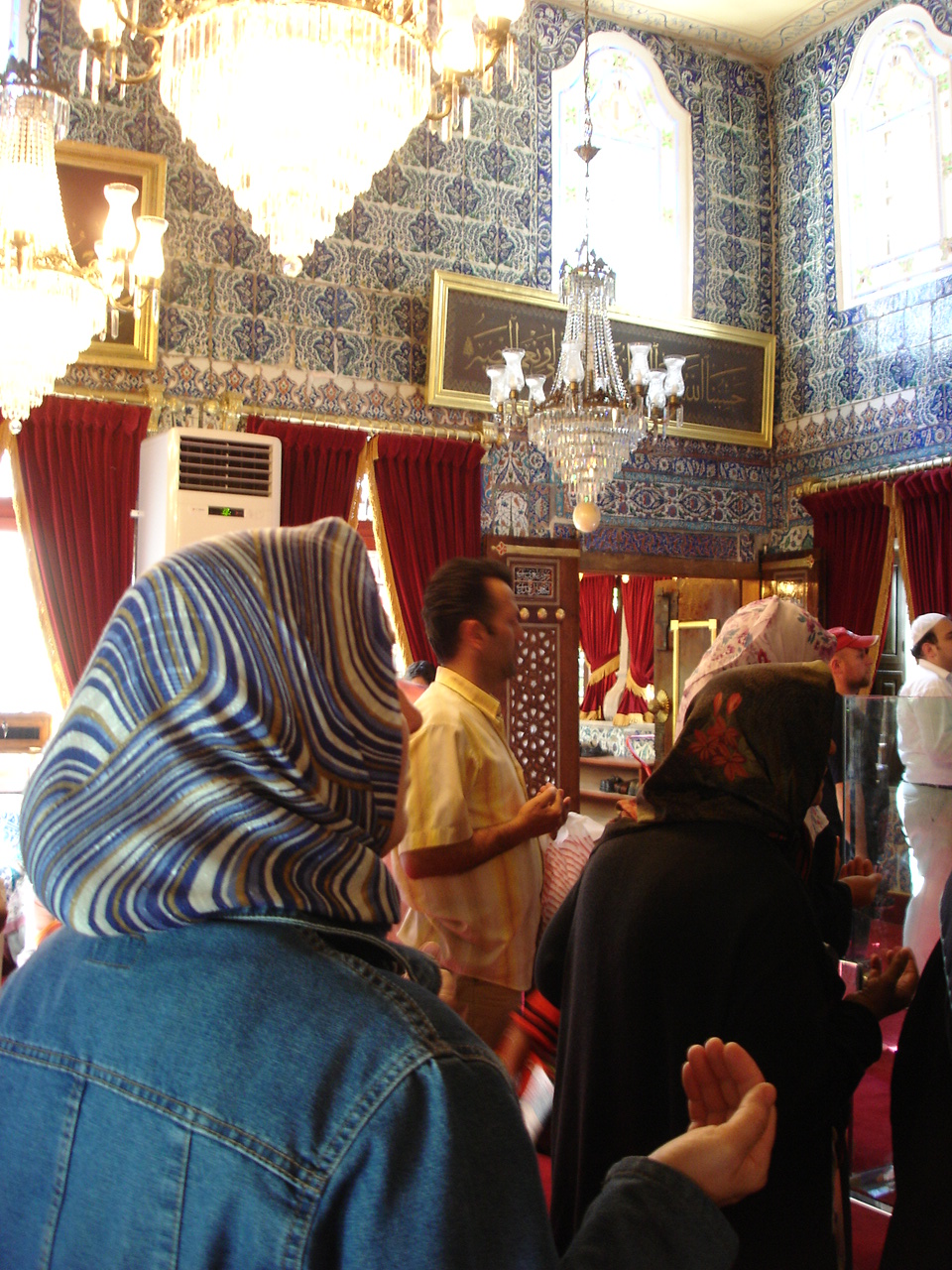
Na sociedade muçulmana, os homens possuem muitos privilégios em relação às mulheres.

Privilégio masculino é um privilégio social (direitos, ou obrigações, sociais, econômicos e políticos exclusivos) disponíveis aos homens puramente baseados em seu sexo. Além do sexo, o acesso de um homem a esses benefícios também pode depender de outras características, como raça, orientação sexual e classe social.

## Preferências por filhos homens
Em muitas sociedades, incluindo a Índia e a China, os descendentes masculinos são privilegiados e favorecidos em relação às crianças do sexo feminino. Algumas manifestações de preferência por filhos e desvalorização das mulheres estão na eliminação de filhas indesejadas através de negligência, maus-tratos, abandono, assim como infanticídio feminino e feticídio, apesar das leis que proíbem o infanticídio e a interrupção seletiva da gravidez por causa de sexo. Na Índia, algumas destas práticas têm contribuído para relações de sexo desigual em favor dos filhos do sexo masculino no nascimento e nos primeiros cinco anos. Outros exemplos de privilegiar descendentes masculinos são cerimônias especiais de "orar por um filho" durante a gravidez, mais cerimônia e festividades após o nascimento de um menino, listando e apresentando filhos antes de filhas e felicitações comuns que associam boa sorte e bem-estar aos filhos.
As razões dadas para preferir filhos a filhas incluem o papel dos filhos nos ritos familiares religiosos, os quais as filhas não têm permissão de realizar, e a crença de que os filhos são membros permanentes da família de nascimento, enquanto as filhas pertencem à família do marido após o casamento de acordo com a tradição patrilocal. Outras razões incluem os costumes patrilinear onde somente os filhos podem carregar o nome da família, a obrigação de pagar o dote ao marido de uma filha ou sua família e a expectativa de que os filhos sustentem financeiramente seus pais enquanto é considerado indesejável ou vergonhoso receber apoio financeiro de filhas.

## Críticas
Alguns ativistas masculinistas discordam de que os homens, como grupo, possuam poder institucional e privilégios. Além disso, também acreditam que os homens são, muitas vezes, vitimados e desfavorecidos em relação às mulheres, especialmente quanto a idade para se aposentar, menor expectativa de vida, ocupação das vagas em trabalhos insalubres ou de risco e o alistamento militar obrigatório, mesmo que a revelia de suas convicções morais. Por exemplo, masculinistas como Warren Farrell e Herb Goldberg acreditam que os homens são prejudicados e discriminados e que o poder é uma ilusão para a maioria dos homens. Em resposta, Sarah Maddison, da Universidade de Tecnologia de Sydney, escreveu que ativistas dos direitos dos homens "mobilizam discursos de poder como se relacionando puramente à experiência individual, com pouca conceituação de estruturas sociais ou espaços além daqueles envolvidos na vida pessoal e familiar diária."